# Ehinaceja
Ehinaceja (lat. Echinacea), rod glavočika iz tribusa Heliantheae, kojemu pripada devet vrsta trajnica raširenih po istoku Sjeverne Amerike. Neke vrste uvezene su i u Europu, a najpoznatija je purpurna ehinacija.

## Vrste
1. Echinacea angustifolia DC.
2. Echinacea atrorubens (Nutt.) Nutt.
3. Echinacea laevigata (C.L.Boynton & Beadle) S.F.Blake
4. Echinacea pallida (Nutt.) Nutt.
5. Echinacea paradoxa Britton
6. Echinacea purpurea (L.) Moench
7. Echinacea sanguinea Nutt.
8. Echinacea simulata McGregor
9. Echinacea tennesseensis (Beadle) Small